# Zespół Lubelskich Parków Krajobrazowych
Zespół Lubelskich Parków Krajobrazowych został utworzony uchwałą z dnia 9 grudnia 2009 roku przyjętą przez Sejmik Województwa Lubelskiego. W jego skład wchodzi 17 parków krajobrazowych:
- Chełmski Park Krajobrazowy
- Kazimierski Park Krajobrazowy
- Kozłowiecki Park Krajobrazowy
- Krasnobrodzki Park Krajobrazowy
- Krzczonowski Park Krajobrazowy
- Nadwieprzański Park Krajobrazowy
- Rezerwat przyrody Lasy Janowskie
- Park Krajobrazowy Podlaski Przełom Bugu
- Park Krajobrazowy Pojezierze Łęczyńskie
- Park Krajobrazowy Puszczy Solskiej
- Poleski Park Krajobrazowy
- Południoworoztoczański Park Krajobrazowy
- Sobiborski Park Krajobrazowy
- Skierbieszowski Park Krajobrazowy
- Strzelecki Park Krajobrazowy
- Szczebrzeszyński Park Krajobrazowy
- Wrzelowiecki Park Krajobrazowy

W związku z dużą ilością obszarów chronionych występują tu różnorodne formy ochrony przyrody oraz występują liczne chronione zwierzęta i rośliny.